# Reinhart W. Wettmann
Reinhart W. Wettmann (* 10. April 1936) ist ein deutscher Jurist und Ökonom.

## Leben
Wettmann studierte an der Universität Basel und der Universität Hamburg Jura und Theologie (Karl Barth, Paul Tillich), am Swarthmore College, USA  (Fulbright Scholar) sowie an der Pennsylvania Law School Rechtswissenschaften und schloss 1964 mit dem LL.M. ab. 
Nach dem 1. und 2. Juristischen Staatsexamen arbeitete er von 1970 bis 1973 als Wissenschaftlicher Assistent und Lehrbeauftragter an der Albert-Ludwigs-Universität Freiburg und der Johannes Gutenberg-Universität Mainz sowie als Wissenschaftlicher Mitarbeiter in der Hessischen Staatskanzlei. Anschließend war er bis 1981 Senior Research Fellow am Wissenschaftszentrum Berlin. 
Von 1981 bis 1988 war Wettmann Direktor am Prognos Institut Basel, von 1989 bis 2001  Delegierter der Friedrich-Ebert-Stiftung in Caracas. In den Jahren 1974 bis 2001 war er als Berater der Europäischen Kommission, OECD, der Weltbank und der Inter-American Development Bank tätig. 
Er ist seit 1980 mit Carolina Cerda-Williamson verheiratet und hat zwei Töchter. Er lebt in Freiburg und Paris.

## Veröffentlichungen (Auswahl)
- Das Hessische Planungssystem, Wiesbaden 1973.
- Regional Disincentives als Instrument der Deglomerationspolitik, Informationen zur Raumentwicklung Heft 11/12 1978.
- mit André Farhi, Internationale Arbeitsteilung und Raumentwicklung in der Bundesrepublik Deutschland – Szenarien zur Regionalpolitik, Hrsg.: Bundesminister für Raumordnung, Bonn 1978
- mit W. Nicol, A. Farhi, E. Ciciotti, J. van Duijn, R. Schmitges: Politiques de Desurbanisation, Wissenschaftszentrum Berlin 1979.
- H.-J. Ewers u. R. W. Wettmann, Innovation-oriented Regional Policy, Regional Studies vol. 14, No. 3, Pergamon Press 1980.
- mit Enrico Ciciotti, The Mobilisation of Indeginous Potential, European Commission, Brussels, 1981
- Hrsg.: Dollart-Hafen-Projekt, Umweltuntersuchung, Basel/Oldenburg 1985.
- Inanspruchnahme anwaltlicher Leistungen, Prognos/Infratest, Basel 1986.
- ed., Trabas comerciales en el Pacto Andino, Quito 1991.
- ed., Integración de los mercados de capitales en el Pacto Andino, Quito 1992.
- Clark Reynolds, R. Wettmann: New Regionalism, Stanford Univ. 1994.
- La sortie du nucléaire en Allemagne. Les raisons et la stratégie d’une nouvelle politique énergétique, Paris 2011.
- Germany’s withdrawal from nuclear energy : reasons and strategies behind a new energy policy. London 2011.
- Les Raison du succès des PME allemandes, Alternatives Économiques, L’Économie politique no. 55, Paris 2012.
- Le très envié Mittelstand allemand, Paris 2012.
- Le tournant énergétique allemand : un projet en crise ? Paris 2012.
- Le tournant énergétique en Allemagne, état des lieux en 2015/2016. Paris 2016.

| Personendaten    | Personendaten               |
| ---------------- | --------------------------- |
| NAME             | Wettmann, Reinhart W.       |
| KURZBESCHREIBUNG | deutscher Jurist und Ökonom |
| GEBURTSDATUM     | 10. April 1936              |